# Team Specialized Concept Store
Das Team Specialized Concept Store war ein im Jahr 2012 gegründetes deutsch-aserbaidschanisches Radsportteam, welches beim Weltradsportverband UCI als Continental Team registriert war und Ende 2012 wieder aufgelöst wurde.
Teammanager und – neben Nico Keinath – Sportlicher Leiter waren Hartmut Täumler, der früher bereits als Sportlicher Leiter des Team Ista, Farmteam des damaligen ProTeams Gerolsteiner, tätig war. Außer durch den Namenssponsor Specialized Concept Store wurde das Team von der aserbaidschanischen Ata Holding  gesponsert. Den Kontakt nach Aserbaidschan wurde durch den Olympiasieger und ehemaligen Leiter des Olympiastützpunktes Stuttgart, Karl Link, hergestellt.
Ende der Saison 2012 wurde das Team aus diversen organisatorischen Gründen wieder aufgelöst.

## Saison 2012

### Erfolge in der UCI Africa Tour
| Datum     | Rennen                              | Kat. | Sieger          |
| --------- | ----------------------------------- | ---- | --------------- |
| 29. April | 6. Etappe La Tropicale Amissa Bongo | 2.1  | Fabian Schnaidt |

### Erfolge in der UCI Europe Tour
| Datum    | Rennen                                                    | Kat. | Sieger                 |
| -------- | --------------------------------------------------------- | ---- | ---------------------- |
| 16. Juni | 2. Etappe Oberösterreichrundfahrt                         | 2.2  | Fabian Schnaidt        |
| 22. Juni | Aserbaidschanische Meisterschaft – Einzelzeitfahren (U23) | CN   | Tural Isgandarov       |
| 23. Juni | Aserbaidschanische Meisterschaft – Einzelzeitfahren       | CN   | Elchin Asadov          |
| 24. Juni | Aserbaidschanische Meisterschaft – Straßenrennen          | CN   | Olexandr Surutkowytsch |

### Erfolge in der UCI Asia Tour
| Datum    | Rennen                         | Kat. | Sieger          |
| -------- | ------------------------------ | ---- | --------------- |
| 29. Juni | 1. Etappe Tour of Qinghai Lake | 2.HC | Fabian Schnaidt |

### Team
| Fahrer                        | Geburtstag        | Nationalität  | Team 2011          | Team 2013                    |
| ----------------------------- | ----------------- | ------------- | ------------------ | ---------------------------- |
| Elchin Asadov                 | 12. Februar 1987  | Aserbaidschan | Neoprofi           | Synergy Baku Cycling Project |
| Emanuel Buchmann              | 18. November 1992 | Deutschland   | Neoprofi           | rad-net Rose Team            |
| Achim Burkart                 | 30. Juni 1992     | Deutschland   | Neoprofi           | Rudy Project Racing Team     |
| Mike Egger                    | 20. Juli 1991     | Deutschland   | Neoprofi           | Team Bergstraße-Jenatec      |
| Nikodemus Holler              | 4. Mai 1991       | Deutschland   | Neoprofi           | Thüringer Energie Team       |
| Tural Isgandarov              | 12. Januar 1992   | Aserbaidschan | Neoprofi           | Synergy Baku Cycling Project |
| Agshin Ismaylov               | 18. August 1987   | Aserbaidschan | Neoprofi           | Synergy Baku Cycling Project |
| Nico Knab                     | 14. Februar 1992  | Deutschland   | Neoprofi           | Maca-Loca Scott              |
| Jonas Koch                    | 25. Juni 1993     | Deutschland   | Neoprofi           | LKT Team Brandenburg         |
| Thorsten Marth (bis 31. Juli) | 13. November 1992 | Deutschland   | Neoprofi           |                              |
| Ruslan Mustafayev             | 21. März 1987     | Aserbaidschan | Neoprofi           | Synergy Baku Cycling Project |
| Fabio Nappa                   | 4. Februar 1992   | Deutschland   | Neoprofi           | Team Bergstraße-Jenatec      |
| Fabian Schnaidt               | 27. Oktober 1990  | Deutschland   | Neoprofi           | Champion System              |
| Christoph Springer            | 30. Oktober 1985  | Deutschland   | SP Tableware       | Team Vorarlberg              |
| Olexandr Surutkowytsch        | 8. Januar 1984    | Ukraine       | Team Type 1 (2008) | Synergy Baku Cycling Project |
| Mario Vogt                    | 17. Januar 1992   | Deutschland   | Team Heizomat      | rad-net Rose Team            |
| Stagiaires                    | Stagiaires        | Nationalität  | Nationalität       |                              |
| Andrea Cismondi               | Andrea Cismondi   | Italien       | Italien            |                              |

## Platzierungen in UCI-Ranglisten
UCI Africa Tour
| Saison | Mannschaftswertung | Fahrerwertung         |
| ------ | ------------------ | --------------------- |
| 2012   | 12.                | Fabian Schnaidt (54.) |

UCI Asia Tour
| Saison | Mannschaftswertung | Fahrerwertung         |
| ------ | ------------------ | --------------------- |
| 2012   | 26.                | Fabian Schnaidt (49.) |

UCI Europe Tour
| Saison | Mannschaftswertung | Fahrerwertung        |
| ------ | ------------------ | -------------------- |
| 2012   | 65.                | Elchin Asadov (268.) |